# Hyalonema depressum
Hyalonema depressum är en svampdjursart som först beskrevs av Schulze 1886.  Hyalonema depressum ingår i släktet Hyalonema och familjen Hyalonematidae. Inga underarter finns listade i Catalogue of Life.